# 八澤木站
八澤木站（日语：／ Yasawagi eki */?）是位於秋田縣平鹿郡大森町上溝（現時：橫手市大森町上溝），羽後交通橫莊線的鐵路車站（廢站）。

## 歷史
- 1928年（昭和3年）11月1日：橫莊鐵道羽後大森站至二井山站之間開通，此站啟用[1][2][3][4]。當時此站為一般車站[4]。
- 1944年（昭和19年）6月1日：公司改名為羽後鐵道。此線的名稱定為橫莊線。使此站成為羽後鐵道橫莊線車站[1][2][5]。
- 1946年（昭和21年）夏季：一抽從日本國有鐵道借入的C12形蒸氣機車C12 229號機牽引試運行列車，從老方站出發並停靠浮蓋站後超速失控，最後在此站前停下來[6]。
- 1947年（昭和22年）7月23日：當區發生暴雨，使路基和橋腳被損，橫莊線整段暫停營業，此站也暫停營業[3][7]。
- 1948年（昭和23年）11月8日：館合站至老方站之間重開，此站重開[3][7]。
- 1952年（昭和27年）2月15日：公司改名為羽後交通。使此站成為羽後交通橫莊線車站[1][2][3][5]。
- 1965年（昭和40年）
  - 7月9日：由於水災，使雄物川橋樑橋墩被沖刷。館合站至二井山站之間不能通行[8][3]。
  - 10月21日：此站至二井山站之間正式暫停營業[3]。
- 1966年（昭和41年）6月15日：館合站至二井山站之間廢除，此站也被廢除[1][2][3][5]。

## 車站構造
截至廢站前，此站是地面車站，設有1面1線的單式月台。月台是在路軌西北邊（老方方向的列車會開啟右邊車門）。此站設有側線，本線靠近橫手一方設有向西分岔的側線，該側線延伸至站舍東邊。另外本線靠近老方一方設成向東分岔的側線，該側線延伸至月台南邊。
此站是直營車站。站舍位於站內西北邊，鄰接月台北邊。

## 車站周邊
車站距離舊・八澤木村中心較遠，位於村內南邊。
- 秋田縣道29號橫手大森大內線（日语：秋田県道29号横手大森大内線） - 路軌遺址變成該道路。
- 秋田縣道164號二井山大森線（日语：秋田県道164号二井山大森線） - 路軌遺址變成該道路。

## 現狀
截至2007年（平成19年）5月，車站遺址變成羽後交通巴士折返場。

## 相鄰車站
羽後交通
橫莊線
羽後大森－八澤木－二井山
曾經此站與羽後大森站之間設有上溝站（在1931年（昭和6年）8月21日啟用，廢除日期不詳（推斷在1964年（昭和39年）或以前））。

## 注腳

## 相關項目
- 日本鐵路車站列表 Ya